# Khasi
Le khasi est une langue môn-khmer, parlée par 865 000 Aborigènes dans l'État de Meghalaya, en Inde. Des locuteurs sont également présents au Bangladesh.

## Situation sociolinguistique
Le khasi, langue môn-khmer, est entouré, au Nord et au Sud, par deux langues indo-aryennes, l'assamais et le bengali. Les autres langues voisines du territoire khasi sont le garo, le bodo, le kachari (en) et le mikir, toutes de la famille des langues tibéto-birmanes.
La langue littéraire est basée sur le dialecte parlé à Cherrapunjii.

## Phonologie
Les tableaux présentent les phonèmes vocaliques et consonantiques du khasi.

### Voyelles
|         | Antérieure | Centrale | Postérieure |
| ------- | ---------- | -------- | ----------- |
| Fermée  | i [i]      |          | u [u]       |
| Moyenne | e [e]      | ə [ə]    | o [o]       |
| Ouverte |            | a [a]    |             |

### Consonnes
|               |               | Bilabiales | Alvéolaires | Alvéolaires | Alvéolaires | Vélaires | Glottales |
| ------------- | ------------- | ---------- | ----------- | ----------- | ----------- | -------- | --------- |
| Centrales     | Latérales     | Bilabiales | Palatales   |             |             | Vélaires | Glottales |
| Occlusives    | Sourdes       | p [p]      | t [t]       |             |             | k [k]    | ʔ [ʔ]     |
| Occlusives    | Sourdes asp.  | ph [pʰ]    | th [tʰ]     |             |             | kh [kʰ]  |           |
| Occlusives    | Sonores       | b [b]      | d [d]       |             |             | g [g]    |           |
| Occlusives    | Sonores asp.  | bh [bʰ]    | dh [dʰ]     |             |             | gh [gʰ]  |           |
| Affriquées    | Sonores       |            |             |             | j [d͡ʒ]      |          |           |
| Affriquées    | Sonores asp.  |            |             |             | jh [d͡ʒʰ]    |          |           |
| Fricatives    | Fricatives    |            | s [s]       |             | š [ʃ]       |          | h [h]     |
| Nasales       | Nasales       | m [m]      | n [n]       |             | ñ [ɲ]       | ŋ [ŋ]    |           |
| Liquides      | Liquides      |            |             | l [l]       |             |          |           |
| Roulées       | Roulées       |            | r [r]       |             |             |          |           |
| Semi-voyelles | Semi-voyelles | w [w]      |             |             | y [j]       |          |           |

### Sources et bibliographie
- (en) K.S. Nagajara, Khasi Phonetic Reader, Mysore: Central Institute of Indian Languages, 1990  (ISBN 978-8173428203).